# گیلبرت پلاس
گیلبرت پلاس (انگلیسی: Gilbert Plass؛ ۲۲ مارس ۱۹۲۰ – ۱ مارس ۲۰۰۴) یک فیزیکدان اهل کانادا بود. او در سال ۱۹۵۶ میلادی نظریه بنیادین دی اکسید کربن و تغییرات جوی را ارائه داد. پژوهش‌های او در خصوص نقش این گاز در گرم شدن کره زمین بود.